# Cillorigo de Liébana
Cillorigo de Liébana ist eine Gemeinde in der spanischen Autonomen Region Kantabrien. Sie ist Teil der Comarca Liébana.

## Geografie
Cillorigo de Liébana wird von den Flüssen Urdón, Santo, Corvera und La Sorda bewässert, allesamt Nebenflüsse des Flusses Deva, der nach der Durchquerung der Gemeinde in den Desfiladero de La Hermida mündet. Andererseits ist das westliche Gebiet von Cillorigo Teil des Nationalparks Picos de Europa. In dieser Gegend befinden sich der Pozo de Ándara und der Llagu Valdomingueru, beides Hochgebirgsseen, obwohl von ersterem aufgrund der Bergbauaktivitäten im 19. Jahrhundert nicht mehr viel übrig ist.

## Bevölkerungsentwicklung
| 1842 | 1900 | 1950 | 1981 | 1991 | 2001 | 2011 |
| ---- | ---- | ---- | ---- | ---- | ---- | ---- |
| 1822 | 2555 | 2388 | 1348 | 1105 | 1089 | 1341 |

## Sport
Im Jahr 2023 endete die 16. Etappe der Vuelta a España mit einer Bergankunft in der Ortschaft Bejes auf einer Höhe von 529 Metern. Der Schlussanstieg ist als Bergwertung der 2. Kategorie klassifiziert und weist auf einer Länge von 4,8 Kilometern eine durchschnittliche Steigung von 8,8 % auf. Im unteren und oberen Teil werden jedoch Kilometerschnitte von über 10 % erreicht. Den Etappensieg sicherte sich der Däne Jonas Vingegaard.

## Sehenswürdigkeiten
Die Kirche Santa María befindet sich in der Gemeinde.